# رادیو آران
رادیو آران (رادیو برون‌مرزی اردبیل، شبکهٔ برون‌مرزی صدای اردبیل) یکی از رادیوهای «ادارهٔ کل آسیای میانه و قفقاز» سازمان صدا و سیمای جمهوری اسلامی ایران است که در شهر اردبیل فعالیت می‌کند. این رادیو به عنوان سومین رادیو تخصصی ایران در حوزهٔ جمهوری آذربایجان (پس از رادیو آذری مستقر در تبریز و رادیو سحر آذری مستقر در تهران) در تاریخ ۲۶ خرداد ۱۳۹۰ خورشیدی با حضور محمد سرافراز آغاز به کار کرد.
البته رادیو سحر آذری اخیراً غیرفعال شده و برنامه‌های آن بین دو رادیو برون‌مرزی تبریز و اردبیل توزیع شده‌است. همچنین بحث‌هایی دربارهٔ تجمیع دو رادیو برون‌مرزی آذری و آران و ایجاد رادیو واحد ۲۴ ساعتهٔ آذری نیز در جریان است.
رادیو آران توسط روزنامهٔ کیهان، یکی از ابزارهای فرهنگی ایران برای آگاهی‌بخشی به مردم جمهوری آذربایجان در مقابل تبلیغات اسرائیل علیه ایران دانسته شده‌است.

## تاریخچه
این رادیو به عنوان ۳۶ امین رادیو برون‌مرزی ایران، در بدو تأسیس، روزانه ۴ ساعت برنامه (ساعت ۱۴–۱۰) به زبان ترکی آذربایجانی پخش می‌نمود.

## برنامه‌ها
پخش برنامه‌های فرهنگی، مذهبی، اجتماعی در قالب ۳ بخش خبری، معرفی شخصیت‌های استان اردبیل و معرفی اماکن مذهبی استان اردبیل از جمله برنامه‌های رادیو آران عنوان شده‌است. پخش برنامه‌های مختلف به مناسب «هفتهٔ اردبیل» و «هفتهٔ دفاع مقدس» از دیگر کارهای این رادیو بوده‌است.
رادیو آران در رمضان سال ۱۳۹۲ خورشیدی، «برنامهٔ زندهٔ رمضان»، در رمضان سال ۱۳۹۵ خورشیدی، برنامهٔ «مومن‌لرالله قوناقلیغیندا» و در رمضان ۱۳۹۷ خورشیدی نیز ۱۳۳ ساعت برنامهٔ تولید و برای گویشوران به زبان ترکی آذربایجانی در خارج ایران پخش کرده‌است.

## برگزیدگی
برنامهٔ «حس زندگی» به کارگردانی «فرشید زبوری» پخش شده از رادیو آران، جایزهٔ «بهترین برنامه ترکیبی رادیویی» را در بخش مسابقهٔ بین‌الملل «نخستین جشنوارهٔ جهانی تولیدات اربعین» به خود اختصاص داد.